# Selenanthias
Selenanthias – rodzaj ryb okoniokształtnych z rodziny strzępielowatych.

## Klasyfikacja
Gatunki zaliczane do tego rodzaju:
- Selenanthias analis
- Selenanthias barroi
- Selenanthias myersi